# 1/f (アルバム)
『1/f』（エフブンノイチ）は、2014年4月2日に発売された九州男の3枚目のメジャーオリジナルアルバムである。発売元はワーナーミュージック・ジャパン。

## 解説
- 前作『√0』から約1年4ヵ月ぶりのリリース。オリジナルアルバムとしては2009年に発表した『®』以来であり、約5年振りのリリースとある。
- 初回限定盤には新曲「窓の外はもう日曜日」とシングル「二人の時間。。feat. TSUGUMI (from SOULHEAD)」のPVを収録したDVDが付属される。

## 収録曲

### CD
1. MAEOKI
2. 二人の時間。。feat. TSUGUMI (from SOULHEAD)
インディーズ1stシングル
3. 大股で歩いてく
4. Oh yeah!!
5. カメレオン
インディーズ1stシングルカップリング
6. 窓の外はもう日曜日
本作のリード楽曲。
7. New Birthday (Soundbreakers Remix)
メジャー1stフルアルバム『HB』収録曲のリミックス。インディーズ1stシングルカップリング
8. wander
関ジャニ∞に提供した楽曲のセルフカバー
9. こんぺいとう〜星のかけら〜
インディーズ1stシングルカップリング
10. ゆらぎ〜ヒトヒラの想い〜
11. フラッシュバックClimax
12. バトン
13. 二人の時間。。feat. TSUGUMI (from SOULHEAD) piano arrange ver.

### DVD
1. 二人の時間。。feat. TSUGUMI (from SOULHEAD) (MUSIC VIDEO)
2. 窓の外はもう日曜日 (MUSIC VIDEO)